# Solano Trindade
Solano Trindade (Recife, 24 de julho de 1908 — Rio de Janeiro, 19 de fevereiro de 1974) foi um poeta brasileiro, folclorista, pintor, ator, teatrólogo, cineasta e militante do Movimento Negro e do Partido Comunista. Morou e trabalhou em Recife, Rio de Janeiro, São Paulo e Embu das Artes.
Filho do sapateiro Manuel Abílio Trindade e de Emerenciana Maria de Jesus Trindade. Foi operário, comerciário e colaborou na imprensa. 
Nasceu no bairro São José em Recife/PE, estudou no Colégio Agnes Americano, onde fez o curso de teatro. Em 1935, casou-se com Margarida Trindade com quem teve 4 filhos.   
No ano de 1934 idealizou o I Congresso Afro-Brasileiro no Recife, Pernambuco, e participou em 1936 do II Congresso Afro-Brasileiro em Salvador, Bahia. 
Mudou-se para o Rio de Janeiro, nos anos 40 e logo depois para a São Paulo, onde passou a maior parte de sua vida no convívio de artistas e intelectuais. Participou de um grupo de artistas plásticos com Sakai de Embu onde integrou na produção artística a cultura negra e tradições afro-descendentes. O poeta foi homenageado com o nome em uma escola e uma rua na região central do município.
Trabalhou no filme A Hora e Vez de Augusto Matraga de Roberto Santos.
A produção poética publicada por Solano Trindade ficou registrada em um livro organizado por sua filha Raquel Trindade, em 1999. Sua poesia registra a sua biografia marcada pela paixão pelas mulheres, uma identidade racial e social identificada com negros e com as classes populares e o compromisso com a defesa do que convencionou chamar de tradições culturais do seu povo. 
Compromisso presente na produção e encenação de seus espetáculos ligados à cultura popular com o grupo Teatro Popular Brasileiro. O grupo deu origem ao Teatro Popular Solano Trindade, em Embu das Artes, onde sua família mantém viva a memória e a obra do poeta.

Solano Trindade, 1967. Arquivo Nacional.

## Filmografia
| Ano  | Título                          | Personagem       |
| ---- | ------------------------------- | ---------------- |
| 1951 | Meu Dia Chegará                 | —                |
| 1952 | Meu Destino é Pecar             | —                |
| 1965 | A Hora e Vez de Augusto Matraga | Pai das crianças |
| 1966 | O Santo Milagroso               | Pai de santo     |

## Livros
- Poemas de Uma Vida Simples, Rio de Janeiro, 1944,
- Cantares ao Meu Povo, São Paulo, 1963.
- Poemas antológicos